# Fabio Nannarelli
Fabio Nannarelli (Roma, 25 ottobre 1825 – Corneto, 29 maggio 1894) è stato un poeta, patriota, traduttore e docente italiano.

## Biografia

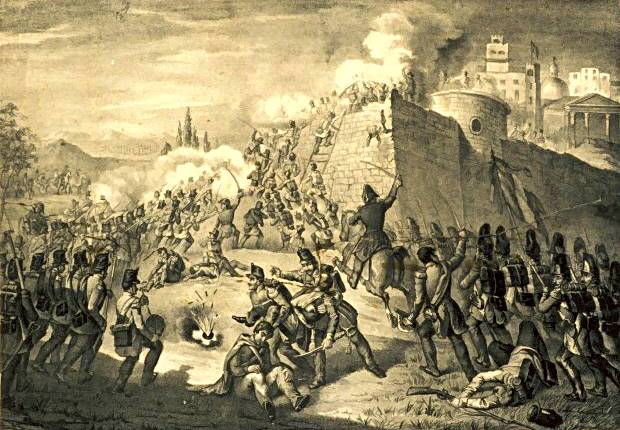
Melchiorre Fontana, Assalto delle truppe francesi a Roma nel 1849, circa 1860

Fabio Nannarelli, nato a Roma il 25 ottobre 1825 e morto a Corneto (oggi Tarquinia), il 29 maggio 1894 fu poeta, traduttore e professore d'italiano. Nel 1849 combatté al Gianicolo, in difesa della Repubblica romana. Fu precettore in casa dei principi Ruspoli. Nel 1856 entrò in contatto con il gruppo dei poeti della Scuola romana che frequentavano le sessioni settimanali dell'Accademia Tiberina e di sera si ritrovavano ai tavolini del caffè Nuovo, a piazza San Lorenzo in Lucina (Palazzo Ruspoli), a discutere di lingua e di letteratura italiana, di poesia latina e greca.
Nel 1860 si trasferì a Milano, dove insegnò italiano all'Accademia di Brera, grazie all'interessamento di Terenzio Mamiani. A Milano ricoprì poi la cattedra di Letteratura italiana ed Estetica nell'Accademia Scientifico-letteraria. Nel 1871 tornò a Roma dove fu nominato professore di Letteratura italiana alla Sapienza. Poeta classicheggiante, si distinse anche per i saggi danteschi e per le traduzioni dal tedesco. Fu amico intimo del giovane duca Giovanni Torlonia (1831-1858). Trascorreva l'estate ad Arlena di Castro, dove la famiglia della moglie possedeva alcune proprietà terriere. La sua tomba è nel Cimitero di Tarquinia, nella cappella dei Falzacappa.

### Una sua poesia
A una “Primula veris” 
O primoletta, ch'a lo stel natio

Tolse per me gentile amica mano,

Ben veggo, tu languisci nel desio

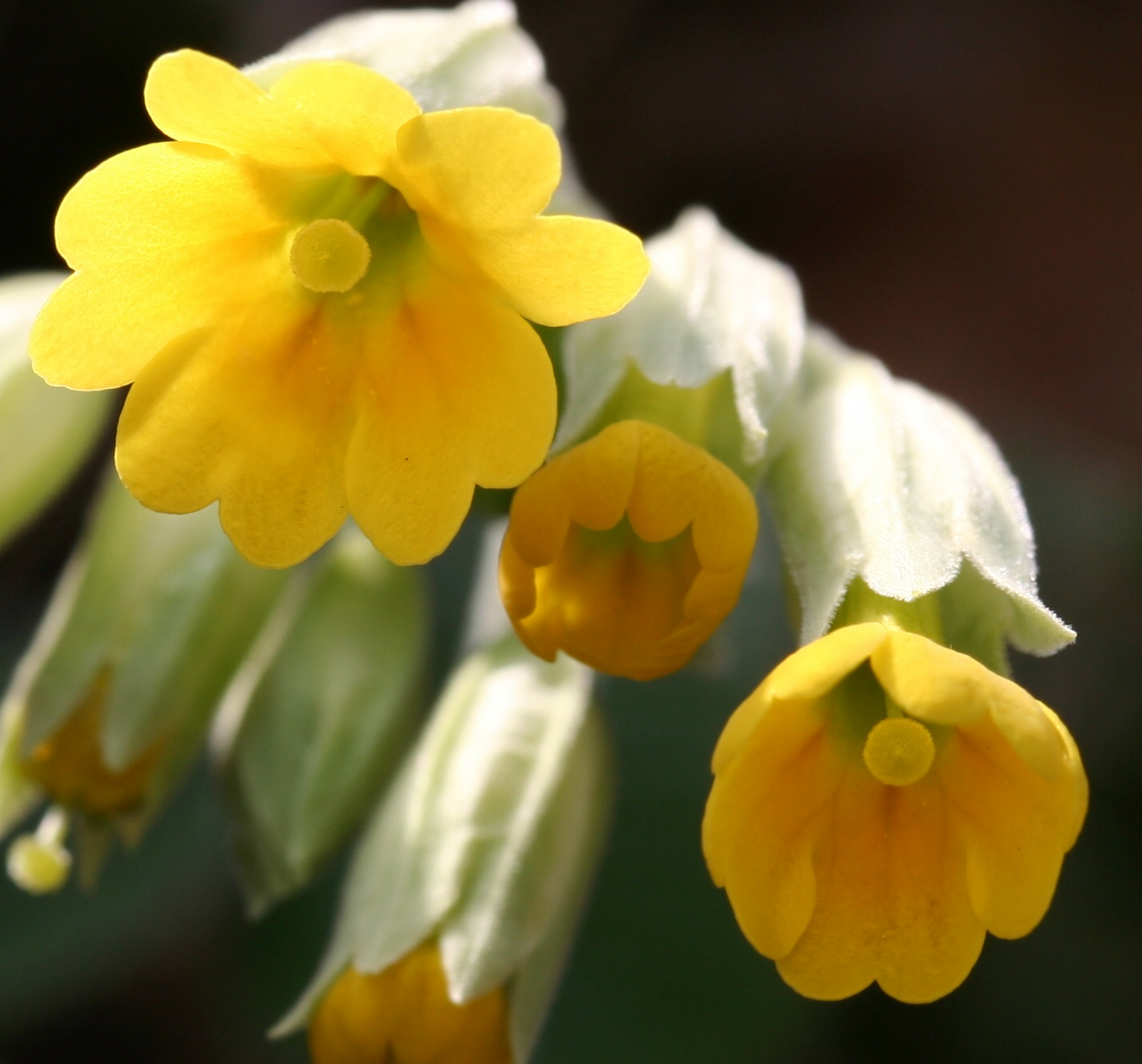
Primula veris ENBLA05

D'un bene omai per sempre a te lontano:

E chi ti colse, ed io che t'amo, anch'io,

Ci struggiam di desire e forse invano!

Tu più non speri e già morte ti preme!...

Noi vivrem, finché in noi vive la speme!
(16 del 1856)

## Opere

### Poesie
- La nascita di Giovanni Mastai, 1847.
- Poesie, 1853.
- Nuove Poesie, 1856.
- Il velino: canto, 1862
- Dante e Beatrice: visione, 1865 (con dedica a Giovanni Torlonia).
- Giuseppe Aurelio Costanzo: nuovi versi, 1873.[1]
- Nuovi Canti, 1875.
- Nuove Liriche, 1881.
- Sui capelli di Garibaldi raccolti in urna nella mia sala, 1884.

### Prose
- Giovanni Torlonia, 1859.
- Lucia:, racconto, 1864.
- Della ragione estetica nella Divina commedia, 1868.
- Studio comparativo sui canti popolari di Arlena, 1871.
- Il Paradiso di Dante, 1872.
- Nella inaugurazione del monumento posto ad Alessandro Manzoni nella Università di Roma addì 26 maggio 1878: discorso, 1878.
- La morte di Pio IX, 1878.
- Usca la settimia, ed altri racconti, 1886.

### Traduzioni
- Nikolaus Lenau, Fausto, traduzione di Fabio Nannarelli, 1850
- Saggio di traduzioni dal tedesco, 1867?
- Christian Dietrich Grabbe, Don Giovanni e Fausto: tragedia, traduzione di Fabio Nannarelli, 1884.

### Versi musicati
- Giovanni Sgambati, Canto della sonnambula alla luna, poesia di Fabio Nannarelli, s. d.
- Giovanni Sgambati, Sul lago: duetto, poesia di Fabio Nannarelli, s. d.
- Giovanni Sgambati, Prima perdita, poesia di Goethe, traduzione di Fabio Nannarelli, s.d.

### Manoscritti
- Roma. Biblioteca Angelica. (Lettere di Fabio Nannarelli a Ettore Novelli).
- Roma. Biblioteca Angelica. Gnoli. Autografi. (Lettere di Fabio Nannarelli a Domenico Gnoli).
- Roma. Biblioteca Alessandrina. Manoscritti originali di Fabio Nannarelli, donati dalla vedova Filomena Falzacappa.